# Newsweek Champions Cup and the State Farm Evert Cup 1995
Newsweek Champions Cup and the State Farm Evert Cup 1995 - чоловічий і жіночий тенісні турніри, що проходили на відкритих кортах з твердим покриттям. Це був 22-й Мастерс Індіан-Веллс. Належав до серії Super 9 в рамках Туру ATP 1995, а також до серії Tier II в рамках Туру WTA 1995. Відбувся в Grand Champions Resort в Індіан-Веллс (США). Чоловічий турнір тривав з 6 до 13 березня, жіночий - з 27 лютого до 5 березня 1995 року.

## Фінальна частина

### Одиночний розряд, чоловіки
Піт Сампрас —  Андре Агассі 7–5, 6–3, 7–5
- Для Сампраса це був 1-й титул за рік і 33-й - за кар'єру.

### Одиночний розряд, жінки
Мері Джо Фернандес —  Наташа Звєрєва 6–4, 6–3
- Для Фернандес це бувs 1-й титул за рік і 14-й — за кар'єру.

### Парний розряд, чоловіки
Томмі Го /  Бретт Стівен —  Гері Мюллер /   Піт Норвал 6–4, 7–6
- Для Го це був 1-й титул за рік і 2-й - за кар'єру. Для Стівена це був єдиний титул за сезон і 5-й - за кар'єру.

### Парний розряд, жінки
Ліндсі Девенпорт /  Ліза Реймонд —  Лариса Нейланд /  Аранча Санчес Вікаріо 2–6, 6–4, 6–3
- Для Девенпорт це був 2-й титул за сезон і 7-й — за кар'єру. Для Реймонд це був єдиний титул за сезон і 3-й — за кар'єру.